# Dombasle-en-Argonne
Dombasle-en-Argonne település Franciaországban, Meuse megyében. Lakosainak száma 374 fő (2022. január 1.). Dombasle-en-Argonne Béthelainville, Brabant-en-Argonne, Brocourt-en-Argonne, Jouy-en-Argonne, Récicourt és Sivry-la-Perche községekkel határos.

## Népesség
A település népességének változása:
| Lakosok száma | 407  | 403  | 395  | 403  | 432  | 423  | 407  | 397  | 393  | 374  |
|               | 1968 | 1982 | 1990 | 2006 | 2013 | 2015 | 2017 | 2019 | 2020 | 2022 |